# 罠にかかったパパとママ
『罠にかかったパパとママ』（わなにかかったパパとママ、The Parent Trap）は、1961年のアメリカ合衆国のファミリー映画。監督はデヴィッド・スウィフト、出演はヘイリー・ミルズ、モーリン・オハラ、ブライアン・キースなど。両親の離婚によって互いの存在を知らずに別々に育てられた双子の少女が、両親を再婚させようと奮闘する姿を描いたホームコメディである。エーリッヒ・ケストナーの1949年の児童文学『ふたりのロッテ』（原題: Das doppelte Lottchen）を原作としているが、舞台はアメリカに置き換えられている。
日本では『パパとママは大あわて』のタイトルでビデオリリースされたことがある。
1998年にはリンジー・ローハン主演で『ファミリー・ゲーム/双子の天使』としてリメイクされている。
また、米国では主人公のその後を描いたテレビ映画『The Parent Trap II』（1986年）、 『The Parent Trap III』（1989年）、『The Parent Trap IV: Hawaiian Honeymoon』（1989年）の3作が放送された。いずれも主演は本作と同じヘイリー・ミルズである。

## キャスト
日本語吹き替え版声優は2000年8月17日に放送されたWOWOW版を表記。一部の声優は不明。
シャロン・マッケンドリック
演 - ヘイリー・ミルズ、日本語吹替 - 西村ちなみ
双子の1人。もうじき14歳。赤ん坊の時に母マギーに引き取られ、双子であることを知らずにボストンで育った。
良家の娘として様々な習い事をしているが、同年代の女の子が好きなアイドルなどは全く知らない。
スーザン（スージー）・エヴァース
演 - ヘイリー・ミルズ、日本語吹替 - 西村ちなみ
双子の1人。もうじき14歳。
赤ん坊の時に父ミッチに引き取られ、双子であることを知らずにカリフォルニアの牧場でのびのびと育った。
マーガレット（マギー）・マッケンドリック
演 - モーリン・オハラ
双子の母親。ボストンの名家の娘。
離婚後はボストンに住む裕福な両親のもとで、シャロンを引き取って育てた。
ミッチ・エヴァース
演 - ブライアン・キース、日本語吹替 - 小林修
双子の父親。カリフォルニアの裕福な牧場主。離婚後はスージーを引き取って育てた。
恋人ヴィッキーの正体に気付かないまま結婚しようとしている。
ヴィッキー・ロビンソン
演 - ジョアンナ・バーンズ、日本語吹替 - 沢田敏子
ミッチの恋人。ミッチの財産目当てで結婚しようとしている。
エドナ・ロビンソン
演 - リンダ・ワトキンス
ヴィッキーの母親。娘を金持ちのミッチと結婚させたがっている。
チャールズ・マッケンドリック
演 - チャールズ・ラグルス、日本語吹替 - 中庸助
マギーの父親。普段は妻の言いなりになっている。
双子の入れ替わりに気付いて相談に乗る。
ルイーズ・マッケンドリック
演 - キャスリーン・ネスビット、日本語吹替 - 京田尚子
マギーの母親。厳格な人物で家を取り仕切っている。
ドクター・モスビー
演 - レオ・G・キャロル
ミッチとヴィッキーの結婚式を執り行うために招かれた牧師。
酒好きでミッチを挟んだヴィッキーとマギーの三角関係を楽しむなど俗っぽい人物。

## エピソード
主人公の両親を演じたブライアン・キースとモーリン・オハラの2人は同年同月（1961年6月）に公開された西部劇映画『荒野のガンマン』に主演している。
双子の父親ミッチと財産目当てで結婚しようとするヴィッキー・ロビンソンを演じたジョアンナ・バーンズは、本作のリメイクである『ファミリー・ゲーム/双子の天使』では双子の父親ニックと財産目当てで結婚しようとする女性メレディスの母親ヴィッキー・ブレイク役で出演している。

## 作品の評価
Rotten Tomatoesによれば、20件の評論のうち高評価は90%にあたる18件で、平均点は10点満点中6.86点となっている。
Metacriticによれば、4件の評論のうち、高評価は3件、賛否混在は1件、低評価はなく、平均点は100点満点中73点となっている。
第34回アカデミー賞において編集賞（フィリップ・W・アンダーソン）と録音賞（ロバート・O・クック）にノミネートされた（受賞はならず）。